# Cinéma comique espagnol
La comédie espagnole concerne le cinéma de comédie produit en Espagne.

## Histoire

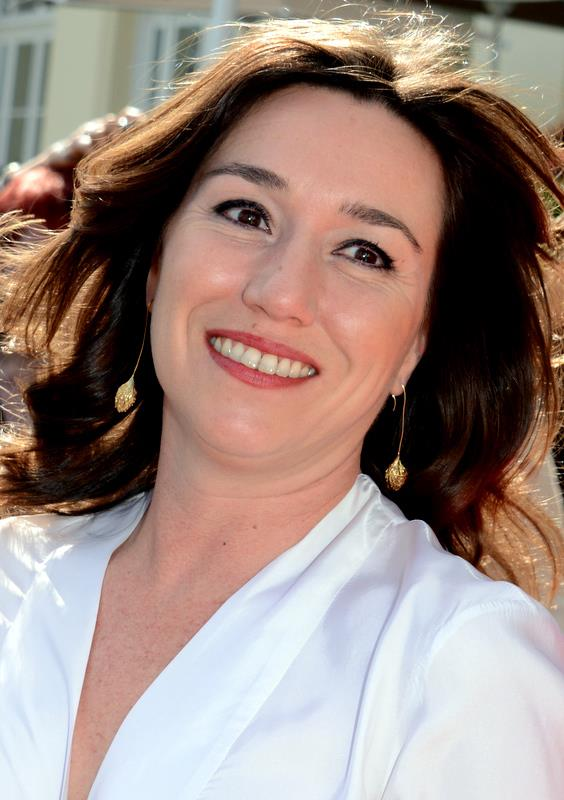
Lola Dueñas.
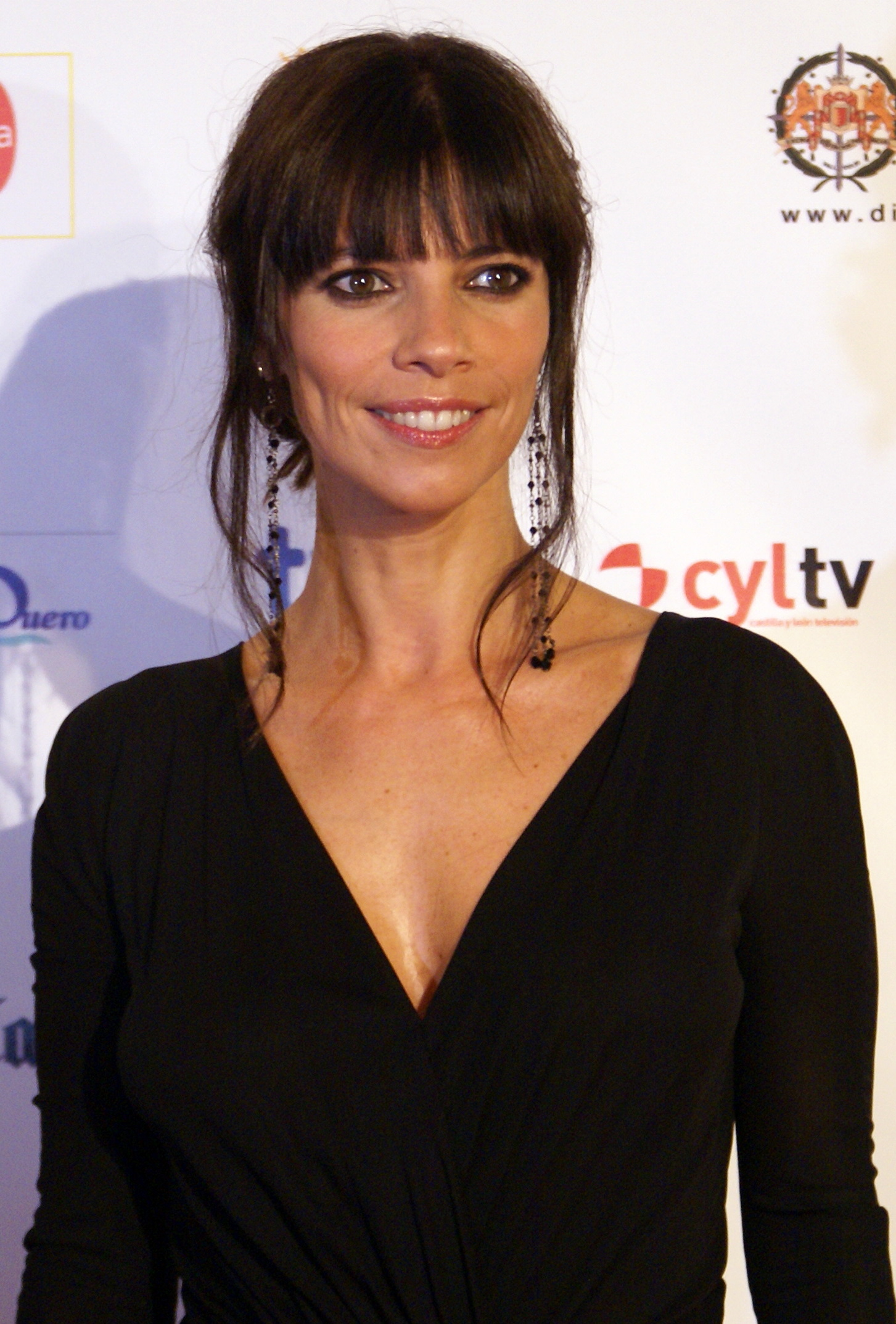
Maribel Verdú
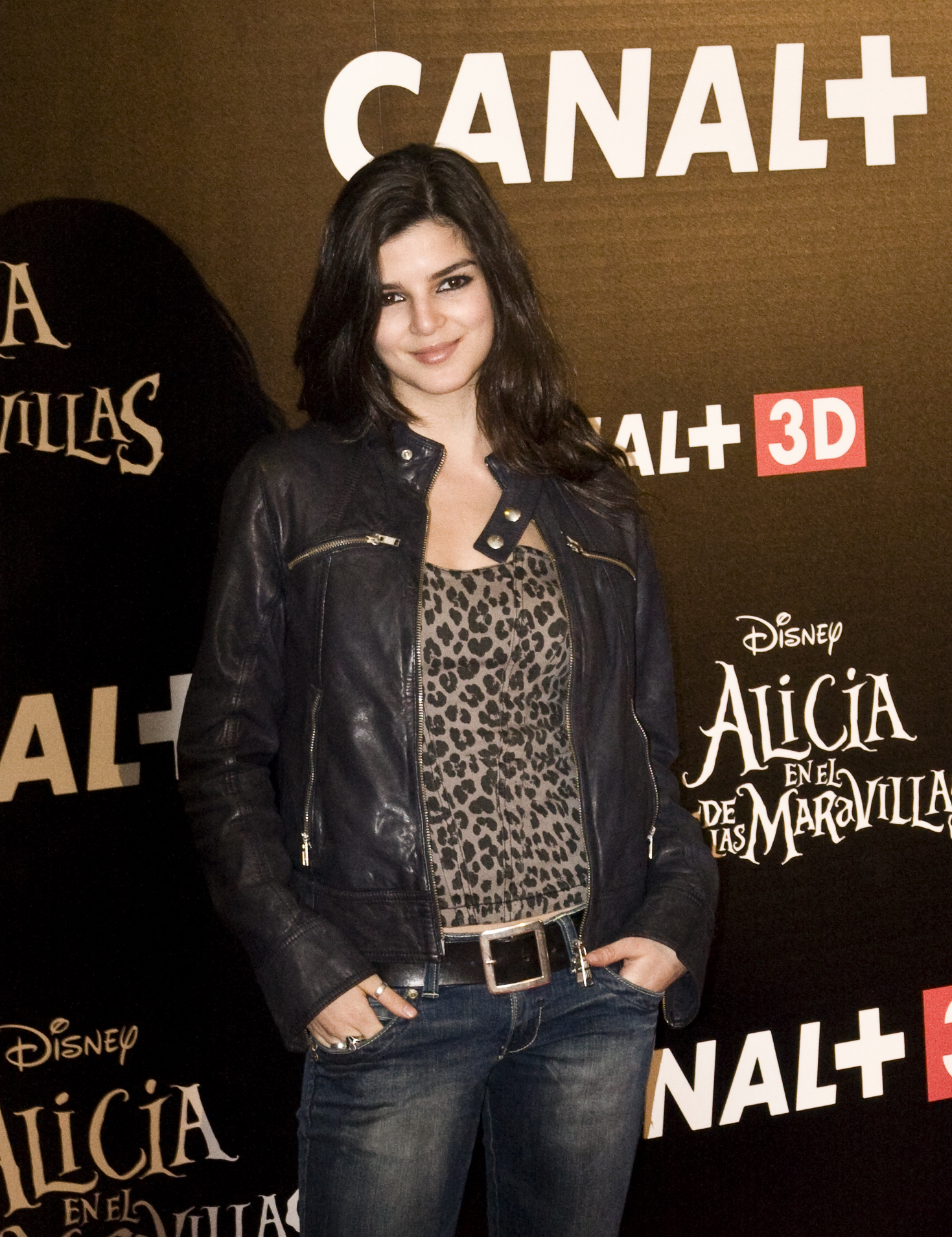
Clara Lago

| Année | Film                              | Nationalité      | Acteurs notables                    |
| ----- | --------------------------------- | ---------------- | ----------------------------------- |
| 1904  | Les Gandins du parc               | Espagne          |                                     |
| 1956  | Calabuig                          | Espagne          |                                     |
| 1959  | Toto à Madrid                     | Espagne / France | Louis de Funès . Totò               |
| 1953  | Plume au vent                     | Espagne / France | Georges Guétary. Carmen Sevilla     |
| 1957  | Bonjour la chance                 | Espagne / France | Antonio Vico. Fernando Fernán Gómez |
| 1957  | Madame, le Comte, la Bonne et moi | Italie / Espagne |                                     |
| 1959  | L'Appartement                     | Espagne          | José Luis López Vázquez             |

### Des années 1960 aux années 1990
| Année | Film                                  | Nationalité               | Acteurs notables                                              |
| ----- | ------------------------------------- | ------------------------- | ------------------------------------------------------------- |
| 1960  | La Petite Voiture                     | Espagne                   | José Luis López Vázquez. Chus Lampreave                       |
| 1961  | Plácido                               | Espagne                   | José Luis López Vázquez                                       |
| 1964  | Le Corniaud                           | Italie / Espagne / France |                                                               |
| 1965  | Humour noir                           | Italie / Espagne / France | Emma Penella                                                  |
| 1966  | Barbouze chérie                       | Italie / Espagne          | Marilù Tolo. José Luis López Vázquez                          |
| 1972  | Amigo, mon colt a deux mots à te dire | Italie / Espagne / France | Bud Spencer. Jack Palance. Dany Saval                         |
| 1972  | Vente a ligar al Oeste                | Espagne                   | Alfredo Landa. José Sacristán. Antonio Ferrandis              |
| 1974  | Pour aimer Ophélie                    | Italie / Espagne / France | Alberto de Mendoza                                            |
| 1978  | La Carabine nationale                 | Espagne                   | José Sazatornil . Antonio Ferrandis . José Luis López Vázquez |
| 1974  | Attention, on va s'fâcher !           | Italie / Espagne          |                                                               |
| 1979  | Maman a cent ans                      | Espagne / France          | Amparo Muñoz. Fernando Fernán Gómez                           |
| 1986  | Matador                               | Espagne                   | Antonio Banderas. Assumpta Serna                              |
| 1989  | Amanece, que no es poco               | Espagne                   | Antonio Resines. José Sazatornil                              |
| 1995  | Le Jour de la bête                    | Italie / Espagne          | Álex Angulo. Santiago Segura                                  |
| 1997  | Airbag                                | Espagne                   | Fernando Guillén Cuervo. Karra Elejalde                       |
| 1998  | Torrente, le bras gauche de la loi    | Espagne                   | Tony Leblanc . Javier Cámara . Neus Asensi                    |

### À partir des années 2000
| Année | Film                           | Nationalité         | Acteurs notables                                        |
| ----- | ------------------------------ | ------------------- | ------------------------------------------------------- |
| 2001  | Anita n'en fait qu'à sa tête   | Espagne             | José Coronado. Rosa Maria Sardà                         |
| 2001  | Hold-up                        | Espagne             | Malena Alterio. Maribel Verdú. Carmen Maura             |
| 2001  | Sans nouvelles de Dieu         | Espagne             | Penélope Cruz                                           |
| 2002  | 800 balles                     | Espagne             | Sancho Gracia                                           |
| 2002  | Assassini dei giorni di festa  | Italie / Espagne    |                                                         |
| 2002  | L'Auberge espagnole            | Espagne / France    |                                                         |
| 2002  | Tangos volés                   | Espagne / France    | Sylvie Testud                                           |
| 2002  | Torrente 2: Misión en Marbella | Espagne             | José Luis López Vázquez . Rosa Maria Sardà              |
| 2003  | Vampires à La Havane           | Espagne / Cuba      | Animation                                               |
| 2003  | Más vampiros en La Habana      | Espagne / Cuba      | Animation                                               |
| 2005  | Tellement proches !            | Espagne             | Guillermo Toledo. Marián Aguilera. Norma Aleandro       |
| 2005  | Torrente 3: El protector       | Espagne             | Santiago Segura                                         |
| 2006  | Cristóbal Molón                | Espagne             | Animation                                               |
| 2006  | El Ratón Pérez                 | Espagne / Argentine | Animation                                               |
| 2007  | Sa Majesté Minor               | Espagne / France    | José Garcia                                             |
| 2007  | La torre de Suso               | Espagne             | Javier Cámara. Malena Alterio                           |
| 2011  | El Chino                       | Espagne / Argentine | Ricardo Darín                                           |
| 2011  | Torrente 4: Lethal Crisis      | Espagne             | Santiago Segura                                         |
| 2012  | Juan of the Dead               | Espagne / Cuba      |                                                         |
| 2013  | Les Amants passagers           | Espagne             | Carlos Areces. Raúl Arévalo. Javier Cámara. Lola Dueñas |
| 2013  | ¿Quién mató a Bambi?           | Espagne             | Quim Gutiérrez. Clara Lago. Úrsula Corberó              |